# Rykoszet (film)
Rykoszet – amerykański thriller z 1991 roku.

## Fabuła
Nick Styles (Denzel Washington) podczas jednego z policyjnych patroli w brawurowy sposób zatrzymuje jednego z uczestników strzelaniny na tle gangsterskim – Earla Talbotta Blake'a (John Lithgow). Nagłośniona w telewizji sprawa daje początek możliwości szybkiego awansu młodego policjanta aż na stanowisko prokuratora generalnego.
Tymczasem aresztowany w więzieniu stanowym John obserwuje dokonania policjanta, ucieka z ośrodka karnego pozorując własną śmierć i wrabia go w szereg kontrowersyjnych lub nieetycznych spraw, w tym w morderstwo, z których Nick – pod natłokiem wynikających z tego problemów – musi się jak najszybciej oczyścić.

## Główne role
- Denzel Washington – Nick Styles
- John Lithgow – Earl Talbott Blake
- Ice-T – Odessa
- Kevin Pollak – Detektyw Larry Doyle
- Lindsay Wagner – Priscilla Brimleigh
- Mary Ellen Trainor – Gail Wallens